# Dzmitry Dziubin
Dzmitry Mijailavich Dziubin (en bielorruso: Дзмітрый Міхайлавіч Дзюбін, Belchytsa, URSS, 12 de julio de 1990) es un deportista bielorruso que compite en atletismo. Ganó una medalla de bronce en el Campeonato Europeo de Atletismo de 2018, en la prueba de 50 km marcha.

## Palmarés internacional
| Campeonato Europeo | Campeonato Europeo | Campeonato Europeo | Campeonato Europeo |
| Año                | Lugar              | Medalla            | Prueba             |
| ------------------ | ------------------ | ------------------ | ------------------ |
| 2018               | Berlín (Alemania)  | Medalla de bronce  | 50 km marcha       |